# 千葉市文化センター
千葉市文化センター（ちばしぶんかセンター）は、千葉県千葉市中央区にある千葉中央ツインビル2号館の中層階部に所在する文化センター（総合文化施設）。

## 概要
多目的ホールのアートホールをはじめ、音楽関係のスタジオ、リハーサル室や、水屋施設を備えた和室や展示施設などを完備している。千葉中央ツインビル2号館の3階にアートホール、5階に市民サロン・セミナー室・第1リハーサル室、6階に第2リハーサル室・スタジオ・和室、9階に会議室が入る。指定管理者として公益財団法人千葉市文化振興財団が管理している。
アートホールではコンサートや演劇、落語、講演会など様々なイベントが行われている。公演の内容によっては施設の窓口でチケット販売される事もあり、窓口で購入する場合は座席の指定が出来ることがある。

## 構成
アートホール
- 客席数：497席（固定席493席、車椅子スペース4席）
- 舞台：間口13メートル、奥行9メートル、 高さ6.5メートル
- 楽屋6室

市民サロン
作品展示など幅広く使用できる多目的スペースとなっている。
- 面積：270平方メートル

セミナー室
講習会、研修会、講演会等
- 定員：40人
- 面積：195平方メートル

リハーサル室
第1リハーサル室は主に日本舞踊、邦楽の練習に適しており、第2リハーサル室はバレエ、エアロビクスダンス及び演劇等の練習に使用されている。
- 定員（第1）：20人
- 面積（第1）：82平方メートル
- 定員（第2）：30人
- 面積（第2）：127平方メートル

スタジオ
第1スタジオは主に60人程度のオーケストラ練習やピアノの発表会に適しており、第2スタジオは小編成の音楽バンド等の練習に使用されている。
- 定員（第1）：100人
- 面積（第1）：150平方メートル
- 定員（第2）：39平方メートル
- 面積（第2）：10人

和室
水屋施設を備えた茶道・華道等の練習に使用されている。
- 定員：25人
- 面積：10畳、8畳

会議室1
1 - 5の会議室があり、主に会議、研修会等で使用されている。2 - 4の会議室は可動式間仕切があり、最大120人収容の会議室としても使用可能である。
- 定員（第1）：30人
- 面積（第1）：44平方メートル
- 定員（第2 - 4）：各40人
- 面積（第2 - 4）：各48平方メートル
- 定員（第5）：42人
- 面積（第5）：57平方メートル